# EPM-UNE/Saison 2012
Dieser Artikel listet Erfolge und Fahrer des Radsportteams EPM-UNE in der Saison 2012 auf.
Die UCI gab am 26. Januar 2012 bekannt, dass das Team als eines von drei amerikanischen Continental Teams aufgrund seiner Platzierung in einem fiktionalen Ranking zu Saisonbeginn Startrecht zu allen Rennen der ersten und zweiten UCI-Kategorie der UCI America Tour 2012 hat.

## Erfolge in der UCI America Tour
Bei den Rennen der  UCI America Tour im Jahr 2012 gelangen dem Team nachstehende Erfolge.
| Datum            | Rennen                                       | Kat. | Fahrer          |
| ---------------- | -------------------------------------------- | ---- | --------------- |
| 27. Februar      | 9. Etappe Vuelta a la Independencia Nacional | 2.2  | Jaime Vergara   |
| 15. Mai          | 3. Etappe Vuelta a Guatemala                 | 2.2  | Freddy Piamonte |
| 17. Mai          | 5. Etappe Vuelta a Guatemala                 | 2.2  | Isaac Bolívar   |
| 18. Mai          | 6. Etappe Vuelta a Guatemala                 | 2.2  | Javier Gómez    |
| 19. Mai          | 7. Etappe Vuelta a Guatemala                 | 2.2  | Óscar Rivera    |
| 13.–20. Mai      | Gesamtwertung Vuelta a Guatemala             | 2.2  | Ramiro Rincón   |
| 22. November     | 5. Etappe Vuelta Mundo Maya                  | 2.2  | Giovanny Báez   |
| 18.–25. November | Gesamtwertung Vuelta Mundo Maya              | 2.2  | Giovanny Báez   |

## Zugänge – Abgänge
| Zugänge           | Team 2011                                     | Abgänge           | Team 2012            |
| ----------------- | --------------------------------------------- | ----------------- | -------------------- |
| Camilo Suárez     | Colombia es Pasión-Café de Colombia           | Juan Pablo Suárez | Colombia-Coldeportes |
| Isaac Bolívar     | Gobernación de Antioquia-Indeportes Antioquia | Jaime Castañeda   | Colombia-Comcel      |
| Jorge Castiblanco | Colombia Indeportes                           | Stiver Ortiz      | Colombia-Comcel      |
| Óscar Rivera      | UNE-EPM (2010)                                | Yamith Gualtero   | Unbekannt            |
| Ramiro Rincón     | Boyacá es Para Vivirla (2009)                 | Heiner Parra      | Unbekannt            |

## Mannschaft
| Name               | Geburtstag         | Nationalität |
| ------------------ | ------------------ | ------------ |
| Giovanny Báez      | 9. April 1981      | Kolumbien    |
| Eduard Beltran     | 18. Januar 1990    | Kolumbien    |
| Isaac Bolívar      | 9. Mai 1991        | Kolumbien    |
| Jorge Castiblanco  | 24. November 1988  | Kolumbien    |
| Francisco Colorado | 13. Mai 1980       | Kolumbien    |
| Javier Gómez       | 16. Oktober 1991   | Kolumbien    |
| Rafael Infantino   | 28. August 1984    | Kolumbien    |
| Mauricio Ortega    | 22. Oktober 1980   | Kolumbien    |
| Robinson Oyola     | 10. August 1988    | Kolumbien    |
| Iván Parra         | 14. Oktober 1975   | Kolumbien    |
| Walter Pedraza     | 27. November 1981  | Kolumbien    |
| Freddy Piamonte    | 4. Juni 1982       | Kolumbien    |
| Ramiro Rincón      | 17. März 1987      | Kolumbien    |
| Óscar Rivera       | 5. März 1989       | Kolumbien    |
| Camilo Suárez      | 18. September 1988 | Kolumbien    |
| Jaime Vergara      | 12. Juni 1987      | Kolumbien    |